# باريشفيل (نيويورك)
باريشفيل (بالإنجليزية: Parishville, New York)‏ هي بلدة أمريكية تقع في الولايات المتحدة في مقاطعة سانت لورنس، نيويورك. يقدر عدد سكانها بـ 2,153 نسمة ومساحتها 5,672 كم2 وترتفع عن سطح البحر 336 متر.